# Neonola mesosticta
Neonola mesosticta är en fjärilsart som beskrevs av George Francis Hampson 1900. Neonola mesosticta ingår i släktet Neonola och familjen trågspinnare. Inga underarter finns listade i Catalogue of Life.